# David Janer
David Janer Oliveras (né à Granollers, province de Barcelone, le 5 mai 1973) est un acteur espagnol connu, entre autres, pour avoir joué dans la série Águila Roja sur TVE1.

## Biographie
Après avoir terminé ses études en informatique au Centre d'Estudis Politècnics de Barcelone, il s'inscrit au Centre d'Activitats Escèniques La Saleta dans sa ville natale, Granollers. Il y joue ses deux premières pièces, El manuscrito del teniente et El sueño de una noche de verano. Plus tard, il entre à l'école Carlos Lasarte, où il suit des cours d'art dramatique qu'il combine avec des emplois temporaires.
Ses premières opportunités se sont présentées à la chaîne de télévision régionale catalane Televisió de Catalunya, à laquelle il a été lié tout au long de sa carrière et où il a participé à des projets tels que Temps de Silenci et Laberint d'ombres, entre autres.
En 2001, il est choisi pour diriger, avec Begoña Maestre, la deuxième bande de la série Compañeros après le départ d'Antonio Hortelano, Eva Santolaria et compagnie. C'est son personnage de Martín Bermejo, qu'il a incarné pendant deux saisons, qui l'a rendu très populaire auprès du public adolescent.
Parmi ses projets cinématographiques figurent Anita no pierde el tren -réalisé par Ventura Pons avec José Coronado et Rosa María Sardá-, et Entre vivir y soñar -réalisé par Alfonso Albacete et David Menkes-, avec Carmen Maura et deux actrices qui ont également joué dans Compañeros : Elena de Frutos et Duna Jové.
En 2006, il a collaboré à plusieurs épisodes de Mesa para cinco, une série sur La Sexta, et en 2007, il a rejoint la distribution de Los hombres de Paco sur Antena 3, en tant qu'enquêteur des affaires internes.
Au théâtre, il a participé à Celobert aux côtés de Josep María Pou et Marta Calvó. Dans le domaine de la publicité, il a participé à des spots pour la DGT et El Corte Inglés, entre autres. Il est également apparu dans le clip vidéo de la chanson San Pedro du groupe Revólver.
Entre 2009 et 2016, il a joué le rôle de Gonzalo de Montalvo dans la série télévisée espagnole à succès Águila Roja, le rôle qui lui a apporté le plus de popularité à ce jour, et il a également joué dans le film du même nom librement inspiré de la série, Águila Roja.
En 2017, il tourne Los habitantes de la casa deshabitada pour TVE, avec le personnage de Diego, d'après la pièce d'Enrique Jardiel Poncela. Un an plus tard (2018), il joue aux côtés de Silvia Marty dans la comédie théâtrale Una vez al año ; et rejoint la distribution de la série d'Antena 3 Amar es para siempre dans le rôle de Guillermo Galán.
En 2020, il participe à Luimelia, une série d'Atresplayer.

## Vie personnelle
Il a entretenu une relation avec la journaliste catalane Sandra Sabatés entre 2014 et 2018.
Il a étudié la philosophie à l'UNED.

## Parcours

### Télévision
| Année                            | Série                                 | Personnage                | Chaîne                            | Notes                                                  |
| -------------------------------- | ------------------------------------- | ------------------------- | --------------------------------- | ------------------------------------------------------ |
| 2000                             | Atrapa-la                             | Bernat                    | TV3                               | Téléfilm, réalisé par Dominic Harari et Teresa Pelegri |
| 2000                             | Laberint d'ombres                     | Òscar                     | TV3                               | 48 épisodes                                            |
| 2001                             | Temps de silenci                      | Roer Gutiérrez            | TV3                               | 1 épisode : Infiltrats                                 |
| 2001 - 2002                      | Des del balcó                         | Ignasi Costa              | TV3                               | 1 épisode                                              |
| 2001 - 2002                      | Compañeros                            | Martín Bermejo            | Antena 3                          | 27 épisodes                                            |
| 2003                             | L'escala de diamants                  | Sebas                     | TV3                               | Téléfilm, réalisé par Jordi Marcos                     |
| 2003                             | Iris TV                               | Ariel                     | TV3                               | Téléfilm, réalisé par Xavier Manich                    |
| 2003                             | 16 dobles                             | Roger Guttiérrez          | TV3                               | 8 épisodes                                             |
| 2004                             | De moda                               | Carlos                    | TV3, ETB 2, Telemadrid et Canal 9 | 1 épisode : Educando a Dani                            |
| 2004 - 2005                      | El cor de la ciutat                   | Àles Benito Andrade       | TV3                               | 70 épisodes                                            |
| 2006                             | Mar de fons                           | Carles Revert             | TV3                               | 9 épisodes                                             |
| 2006                             | Mesa para cinco                       | Raúl                      | La Sexta                          | 6 épisodes                                             |
| 2007                             | Los hombres de Paco                   | Carlos Pacheco            | Antena 3                          | 14 épisodes                                            |
| 2007                             | Cuenta atrás                          | Alfredo Solís             | Cuatro                            | 1 épisode : Instituto Bretón, 09:23 horas              |
| 2009 - 2016                      | Aguíla Roja                           | Gonzalo de Montalvo       | La 1                              | 116 épisodes                                           |
| 2014                             | El crac                               | Él mismo                  | TV3                               | 1 épisode : El gran combat                             |
| 2018                             | Los habitantes de la casa deshabitada | Diego                     | La 2                              | Téléfilm, réalisé par Marisa Paniagua                  |
| 2019 - 2022 ; 2023 - aujourd'hui | Amar es para siempre                  | Guillermo Galán Barrios   | Antena 3                          | ?? épisodes                                            |
| 2020                             | #Lumelia                              | Acteur d'Amar Eternamente | Alresplayer Premium               | 1 épisode : #BoicotLurelia                             |

### Cinéma
- Anita ne pierde el tren (2001), de Ventura Pons - Enfant du supermarché
- Entre vivir y soñar (2004), d'Alfonso Albacete et David Menkes - Pierre (jeune)
- Los girasoles ciegos (2008), de José Luis Cuerda - Falangiste
- Águila Roja: le film (2011), de José Ramón Ayerra et Daniel Écija - Gonzalo de Montalvo / Águila Roja

### Musique
- San Pedro de Revólver

### Théâtre
- El manuscrito del teniente
- La enfermedad de la juventud
- El sueño de una noche de verano (1998-1999)
- Celobert (2002-2004)
- Tape (2004)
- Una vez al año (2018)

## Prix et nominations
Fotogramas de Plata
| Année | Catégorie                     | Film/Série/Montage | Résultat |
| ----- | ----------------------------- | ------------------ | -------- |
| 2010  | Meilleur acteur de télévision | Águila Roja        | Nommé    |

Prix Protagonistas
| Année | Catégorie  | Film/Série/Montage | Résultat  |
| ----- | ---------- | ------------------ | --------- |
| 2010  | Télévision | Águilar Roja       | Vainqueur |

TP de Oro
| Année | Catégorie | Série        | Résultat  |
| ----- | --------- | ------------ | --------- |
| 2001  | Acteur    | Compañeros   | Nommé     |
| 2010  | Acteur    | Águilar Roja | Nommé     |
| 2011  | Acteur    | Águilar Roja | Vainqueur |

Premios CineyMás
| Année     | Catégorie       | Film/Série/Montage | Résultat  |
| --------- | --------------- | ------------------ | --------- |
| 2010/2011 | Meilleur acteur | Águilar Roja       | Vainqueur |